# Via Flaminia

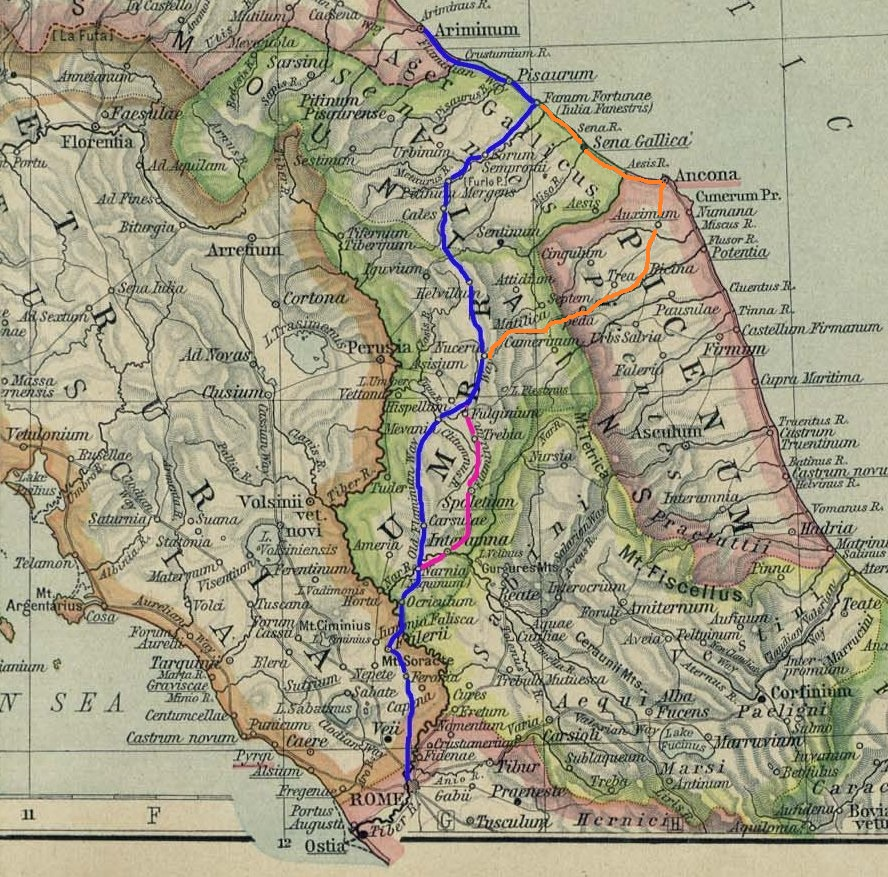
Modře znázorněná Via Flaminia, růžově je zaznačená Via Flaminia nova

Via Flaminia byla starověká římská silnice vedoucí z Říma přes Apeniny do Arimina (dnešní Rimini) na pobřeží Jaderského moře. V současnosti vede po stejné trase novodobá silnice SS 3 (Strada Statale 3).

## Trasa silnice
Via Flaminia původně začínala u brány Porta Fontinalis v Serviově hradbě. Vedla přímo přes Martovo pole k Milvijskému mostu. Po výstavbě Aurelianovy hradby opouštěla město přes bránu Porta Flaminia (v současnosti Porta del Popolo). Na úrovni dnešního Gallese překonala přes další most řeku Tiberu. Dále je Via Flaminia vedena přes Otricoli (Ocriculi) a Narni (Narnia). Zde překonává řeku Nera mostem Ponte d’Augusto, ze kterého se zachoval jeden oblouk (most zmiňuje Martialis). Dále je vedena přes San Gemini, Carsulae und Mevania (Bevagna) až do Forum Flaminii.
Celková délka Via Flaminia je 283 km. V době antiky byla starší část dlouhá 315 km (213 římských mil) a novější část byla dlouhá 328 km (222 mil).

## Historie
Byla vystavěna římským konzulem Gaiem Flaminiem v období jeho cenzorství (220 př. n. l.). V období římského císařství prošla mnoha opravami. Augustus si silnici za své vlády vyhradil pro sebe. Nechal zde opravit všechny mosty, až na Pons Mulvius, který vede přes řeku Tiberu, a neznámý most Pons Minucius. Na silnici nechal taky postavit dva vítězné oblouky, jeden na místě bývalého mostu a druhý v Ariminu (Augustova brána). Vespasianus, nechal roku 77 vybudovat tunel v kaňonu Intercisa (Furlo) a Traján nechal za své vlády opravit několik mostů.
Ve středověku byla silnice známa jako Ravennská, protože vedla do důležitého města Ravenna. Po skončení Ravennského exarchátu, kdy severní Itálii obsadili Langobardi, se silnice přestala používat. V období renesance byla částečně zrekonstruovaná. Velkého významu nabyla za napoleonských válek a druhé světové války.

## Galerie

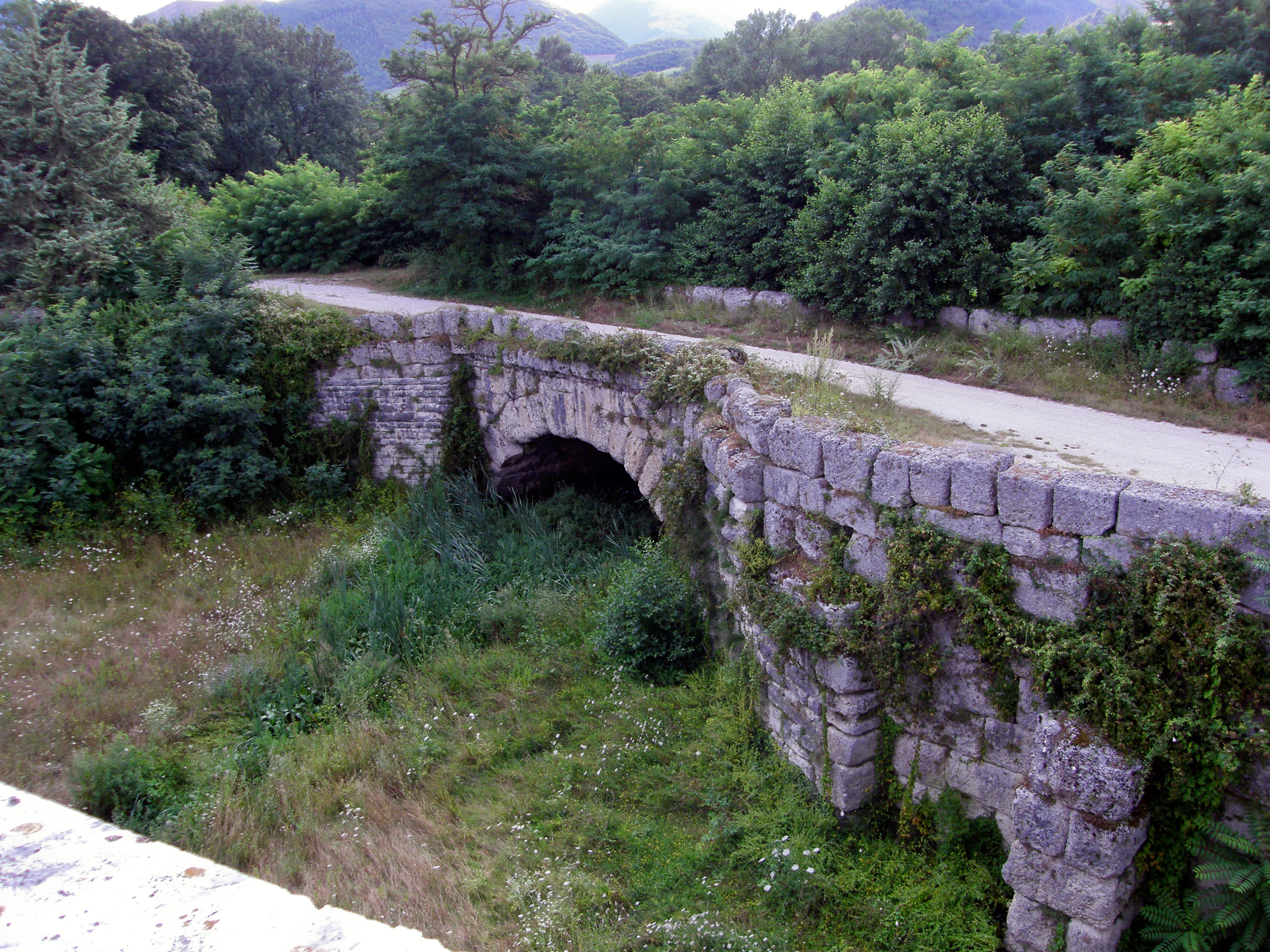
Zbytky Via Flaminia
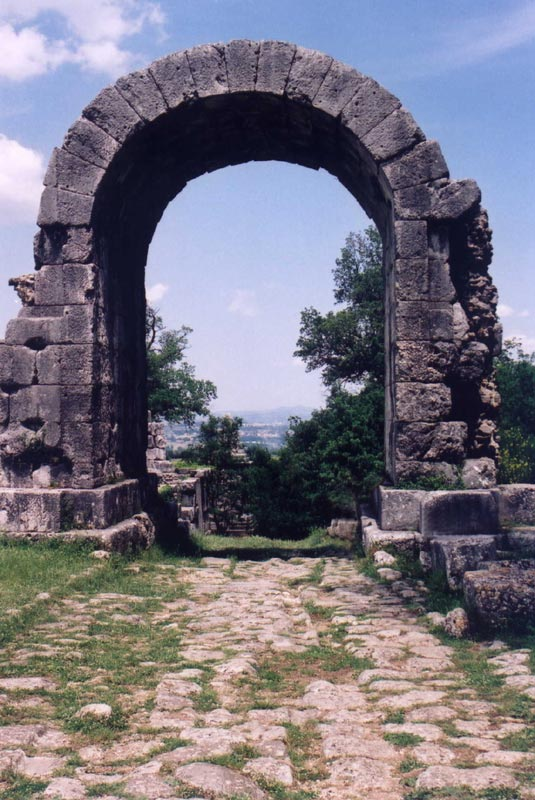
Zbytky Via Flaminia v Carsulae
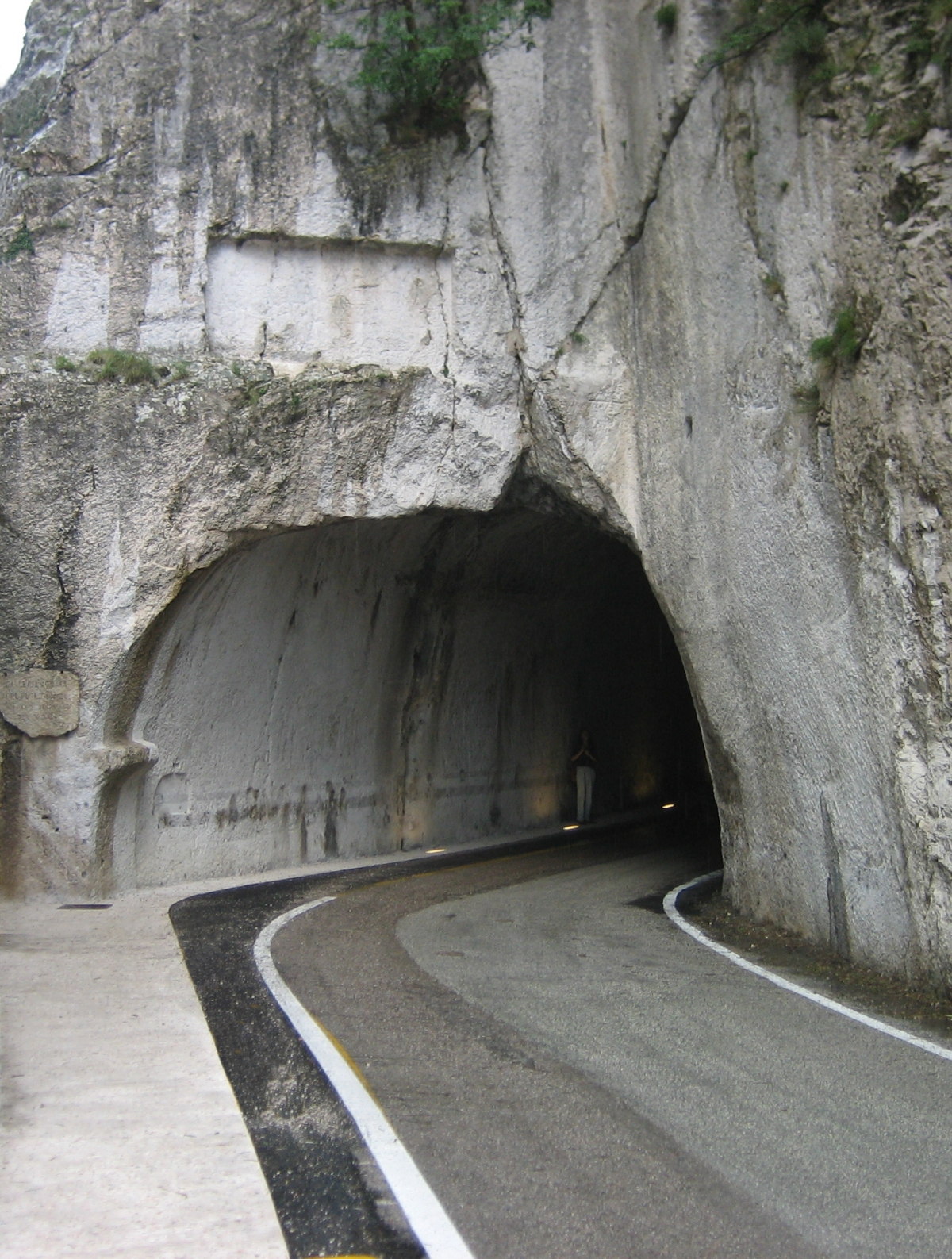
Tunel vybudovaný za vlády Vespasiana, Furlo
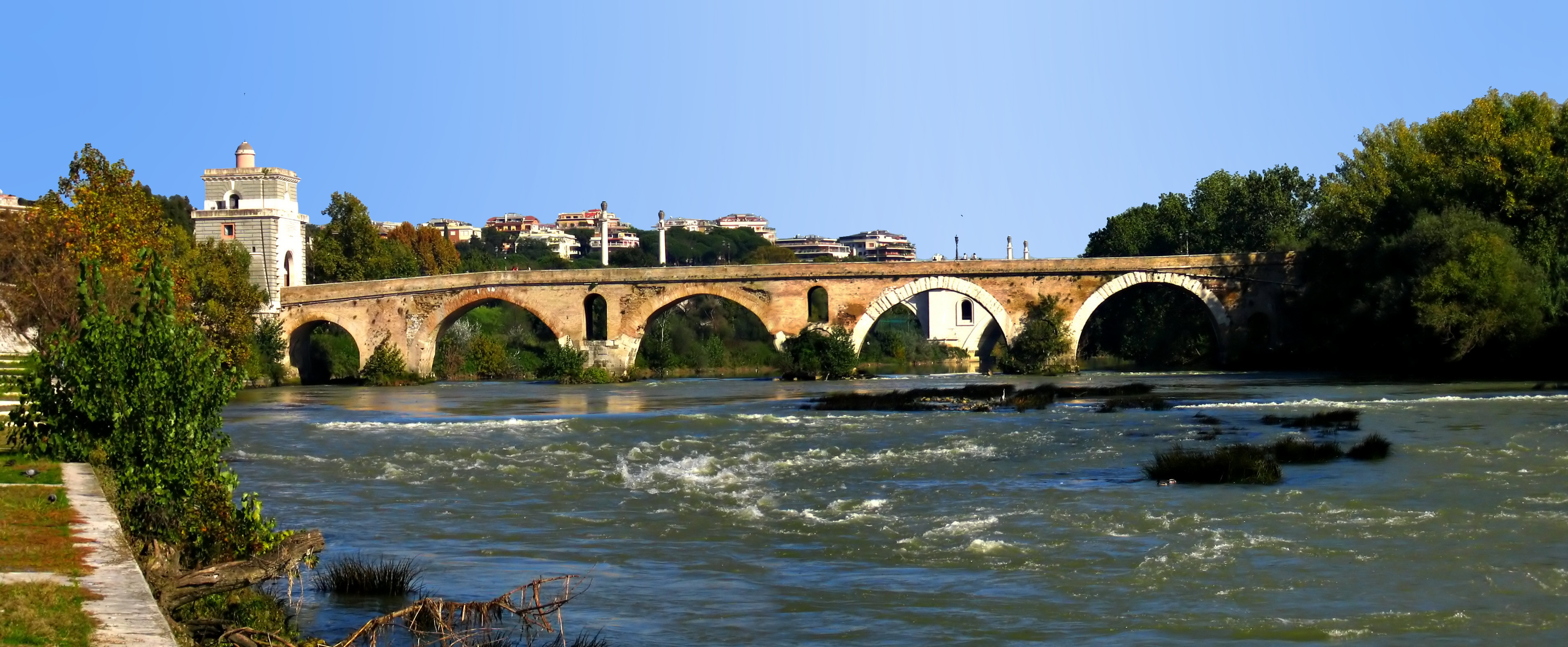
Milvijský most